# Cogolin
Cogolin (nom occità i francès) és un municipi francès situat al departament del Var i a la regió de Provença – Alps – Costa Blava. L'any 1999 tenia 9.181 habitants.

## Demografia
| 1962                                       | 1968  | 1975  | 1982  | 1990  | 1999  | 2006   |
| ------------------------------------------ | ----- | ----- | ----- | ----- | ----- | ------ |
| 2.665                                      | 3.292 | 4.577 | 5.639 | 7.976 | 9.079 | 11.066 |
| Des de 1962: població sense dobles comptes |       |       |       |       |       |        |

## Administració
| Període   | Identitat         | Partit |
| --------- | ----------------- | ------ |
| 1989-1995 | Patrick Glo       | PS     |
| 1995-     | Jacques Sénéquier |        |

## Agermanaments
- Bad Wildbad